# Pupila (canção)
"Pupila" é uma canção gravada pelo duo musical Anavitória e pelo cantor brasileiro Vitor Kley, lançada como single no dia 5 de julho de 2019 pela gravadora Universal Music. O trio, que admirava o trabalho um do outro, gravou a música em um dia no Rio de Janeiro, num formato ao vivo, com uma letra inspirada por uma pichação em um muro. A faixa apresenta um tom romântico e pop, recorrente dos artistas. Um dia antes de seu lançamento, foi apresentada no MTV Millennial Awards. Junto com sua divulgação, foi publicado um videoclipe, gravado em Santa Catarina, apresentando os artistas se divertindo em uma praia.
"Pupila" teve recepção positiva da crítica e do público. O videoclipe atingiu a marca de um milhão de visualizações em dois dias, e a canção entrou em paradas musicais brasileiras e portuguesas, além de receber dois discos de diamante da Pro-Música Brasil. A canção foi indicada ao Meus Prêmios Nick e ao MTV Millennial Awards 2020. Péricles gravou um cover da música para seu álbum Tô Achando Que É Amor.

## Antecedentes e gravação
"Pupila" foi composta por Vitor Kley e Ana Caetano, esta última integrante do duo Anavitória, e produzida por Paul Ralphes e Ana. Vitor disse que tem Ana e Vitória Falcão, também integrante do duo, como irmãs, e que "'Pupila' representa a nossa amizade [...] a gente sempre admirou o trabalho um do outro, então 'Pupila' representa essa nossa união. Foi um momento muito especial! É uma música que eu tenho um carinho gigante!" O duo Anavitória declarou: "Trabalhar com quem se admira é de doer de lindo, agora trabalhar com quem se admira e ama muito é das coisas especiais que essa vida cantante nos presenteia".
Ana declarou que encontrou Vitor no Carnaval do Rio de Janeiro e que, quando retornavam, viram a frase "Quem dilata sua pupila?" pichada em um muro. Vitor achou que a frase seria uma boa inspiração para uma música, escrevendo, então, um refrão com base nela e enviando para Ana via mensagem. Ambos então colaboraram para finalizar a letra. A canção foi gravada no estúdio Toca do Bandido, no Rio de Janeiro, uma novidade para Vitória e Vitor, que nunca haviam visitado o local. Lá, a canção foi gravada em um dia, num formato ao vivo: algo também novo para Vitor, embora o duo Anavitória já tivesse trabalhado nesse formato com seus primeiros dois álbuns de estúdio. O trio nunca havia trabalhado com os músicos presentes no estúdio. Vitor utilizou o aplicativo GarageBand para criar uma base para o instrumental.

## Lançamento
"Pupila" foi apresentada pela primeira vez durante o MTV Millennial Awards (MTV MIAW) no dia 4 de julho de 2019 e divulgada oficialmente à meia noite do dia seguinte. A capa do single foi desenhada por Ana Boshaw.

### Videoclipe

Imagem do videoclipe, mostrando Ana, Vitor e Vitória dançando em uma praia

O videoclipe oficial foi divulgado junto com o lançamento da faixa, à meia noite do dia 5 de julho de 2019. Antes do lançamento, nas redes sociais dos artistas, foram publicados bastidores do clipe. Foi gravado na Ilha de São Francisco, em Santa Catarina em meados de junho, dirigido por Miguel Cariello e produzido pela Doismilium. O videoclipe foi gravado em preto e branco e teve sua coloração feita por Luisa Neves. No videoclipe, classificado como descontraído e divertido pelo Correio Braziliense, Vitor, Ana e Vitória brincam, tiram fotos, andam de barco e dançam num passeio por trilhas, casas antigas e no mar, apresentando as praias e a mata da ilha, além do Centro Histórico de São Francisco do Sul. O vídeo encerra com Vitória fazendo comentários sobre plantas. Em dois dias, o clipe alcançou mais de um milhão de visualizações.
| “                  | No dia do clipe, a gente foi pra 'São Chico' viver um dia massa e registrar tudo de um jeitão nosso. Lá fomos nós 3 e nosso outro amigo querido, Léo, e assim nasceu essa belezura | ” |
| — Anavitória, 2019 | |   |

## Composição e recepção
"Pupila" fala sobre amor e sentimentos, tendo um tom romântico e pop, um estilo recorrente dos artistas. A faixa é marcada pelo refrão "Como que eu vou dizer pra ela / Que eu gosto do seu cheiro / Da cor do seu cabelo? / Que ela faz minha pupila dilatar? / Eu quero dizer pra ele / Que a rima fez efeito / E agora eu penso o dia inteiro / Só ele faz minha pupila dilatar". Vitor Francisco escreveu ao PapelPop que a canção é "tranquila, uma delícia de se ouvir", combinando perfeitamente com o videoclipe. Julia Sabbaga escreveu ao Omelete que "[a] música é uma balada pop que une perfeitamente a sonoridade dos artistas". Em outubro de 2020, Péricles divulgou um cover de "Pupila" para seu álbum Tô Achando Que É Amor, e chamou-a de "maravilhosa e atualíssima". No mesmo ano, Chico Barney opinou em sua coluna no UOL que "Pupila" "é a verdadeira grande canção da década".
"Pupila" atingiu a posição 71 e 4 nas paradas Top 100 Brasil e Top 10 Pop Nacional, respectivamente, ambas da Crowley Charts, na semana de 2 a 6 de setembro de 2019. Na parada mensal da Pro-Música Brasil, a Top 50 Streaming, atingiu a posição 18 em outubro de 2019. Em Portugal, a canção atingiu a posição 171. "Pupila" foi indicada na categoria "Hit Nacional Favorito", dos Meus Prêmios Nick, em 2019, e no ano seguinte, no MTV Millennial Awards, a "Hino do Ano". Em fevereiro de 2020, o clipe da canção foi o líder do ranking de audiência do programa TVZ, da Multishow. O single foi certificado com dois discos de diamante pela Pro-Música Brasil.

## Créditos
| Canção - Vitor Kley — intérprete, compositor - Ana Caetano — intérprete, compositora, produtora - Vitória Falcão — intérprete - Paul Ralphes — produtor | Videoclipe \| - Doismilium — produção - Ana Caetano — elenco - Vitória Falcão — elenco - Vitor Kley — elenco - Felipe Simas — produção executiva \| - Bruno Kley — co-produção executiva - Isadora Silveira — coordenação de produção - Bruna Sagaz — coordenação de produção - Chico Mariano — motorista - Luisa Neves — cor \| |
| - Doismilium — produção - Ana Caetano — elenco - Vitória Falcão — elenco - Vitor Kley — elenco - Felipe Simas — produção executiva                      | - Bruno Kley — co-produção executiva - Isadora Silveira — coordenação de produção - Bruna Sagaz — coordenação de produção - Chico Mariano — motorista - Luisa Neves — cor |

## Desempenho nas paradas musicais
| Parada musical (2019–2020)   | Posição de pico |
| ---------------------------- | --------------- |
| Brasil (Top 100 Brasil)      | 71              |
| Brasil (Top 10 Pop Nacional) | 4               |
| Portugal (AFP)               | 171             |

| Parada musical (2019)     | Posição de pico |
| ------------------------- | --------------- |
| Brasil (Top 50 Streaming) | 18              |

## Certificações
| País                       | Certificação | Vendas   |
| -------------------------- | ------------ | -------- |
| Brasil (Pro-Música Brasil) | 3× Diamante  | 900 000+ |

## Prêmios e indicações
| Ano  | Organização           | Categoria             | Resultado | Ref.   |
| ---- | --------------------- | --------------------- | --------- | ------ |
| 2019 | Meus Prêmios Nick     | Hit Nacional Favorito | Indicado  | [ 22 ] |
| 2020 | MTV Millennial Awards | Hino do Ano           | Indicado  | [ 23 ] |